# Сантијаго (Вашингтон)
Сантијаго (енгл. Santiago) насељено је место без административног статуса у америчкој савезној држави Вашингтон.

## Демографија
По попису из 2010. године број становника је 42.
| Група             | 2000.    | 2010.      |
| Белци             | 0 (0,0%) | 18 (42,9%) |
| Афроамериканци    | 0 (0,0%) | 0 (0,0%)   |
| Азијати           | 0 (0,0%) | 0 (0,0%)   |
| Хиспаноамериканци | 0 (0,0%) | 5 (11,9%)  |
| Укупно            | 0        | 42         |